# Tegosa lutescens
Tegosa lutescens är en fjärilsart som beskrevs av Frederick DuCane Godman och Osbert Salvin 1882. Tegosa lutescens ingår i släktet Tegosa och familjen praktfjärilar. Inga underarter finns listade i Catalogue of Life.